# Klaus Pehl
Klaus Pehl (* 16. September 1944 in Marburg an der Lahn) ist ein deutscher Bildungsforscher und Jazzmusiker (Klarinette, Alt-, Sopran- und Baritonsaxophon).

## Wirken
Pehl studierte nach dem Abitur an der Ziehenschule und dem Wehrdienst von 1968 bis 1971 Mathematik und Physik an der Johann Wolfgang Goethe-Universität. Er war dann zunächst als wissenschaftlicher Mitarbeiter am William Kerckhoff-Institut – Max-Planck-Institut für medizinische Physiologie beschäftigt. Zwischen 1973 und 1997 war er bei der Pädagogischen Arbeitsstelle des Deutschen Volkshochschul-Verbandes als Wissenschaftler tätig. Seit 1997 wirkte er zunächst als Wissenschaftler, zwischen 1999 und 2005 als Abteilungsleiter am Deutschen Institut für Erwachsenenbildung. Er verfasste mit Herbert Gerl ein Buch über die Evaluation in der Erwachsenenbildung (1983). Auch ist er Experte für die Volkshochschul-Statistik in Deutschland.
Pehl studierte zudem zwischen 1957 und 1964 am Hochschen Konservatorium Klarinette zunächst bei Josef Englert, ab 1962 bei Udo Schmitt. Seit 1962 war er als am New Orleans Jazz orientierter Jazzmusiker in Frankfurt am Main in verschiedenen Bands tätig. 1975 gründete er dort die bis 2015 bestehende Ragtime Society Frankfurt, mit der er 1978, 1983 und 1997 drei Alben mit durch dieses Salonorchester interpretierte Rags nach historischen Arrangements aufnahm. Von 1989 bis 2014 spielte er vorwiegend Klarinette in Harald Blöchers Tailgate Jazzband und bis heute Baritonsaxophon bei Herbert Christs Dreamboat  Serenaders. 1985 gründete er die bis 2001 bestehende Big Band Memories, mit der er klassisches Swingrepertoire spielte. Tom Lord verzeichnet 13 Aufnahmen zwischen 1972 und 1991.
Daneben leitete Pehl diverse Projekte, in denen er zwischen 1987 und 1998 Transkriptionen historischer Plattenaufnahmen beim International Jazz Festival at Sea mit internationalen Starsolisten – z. B. in einem Noble Sissle und Sidney Bechet-Projekt mit René & Olivier Franc – interpretierte, aber ebenso mit Herbert Christ sowie Musikern der Barrelhouse Jazzband oder der Allotria Jazzband. Nach seinem Umzug 2014 nach Bonn spielt er aktuell bei Semmel’s Hot Shots.

## Lexikalische Einträge
- Jürgen Wölfer: Jazz in Deutschland. Das Lexikon. Alle Musiker und Plattenfirmen von 1920 bis heute. Hannibal, Höfen 2008, ISBN 978-3-85445-274-4.